# Hoplacephala
Hoplacephala är ett släkte av tvåvingar. Hoplacephala ingår i familjen köttflugor.

## Dottertaxa tillHoplacephala, i alfabetisk ordning[1]
- Hoplacephala arachnoidea
- Hoplacephala asiatica
- Hoplacephala crosskeyi
- Hoplacephala dasyops
- Hoplacephala excisa
- Hoplacephala hafezi
- Hoplacephala hirtifrons
- Hoplacephala indica
- Hoplacephala indosinica
- Hoplacephala inermis
- Hoplacephala insularis
- Hoplacephala irvingi
- Hoplacephala lateralis
- Hoplacephala linearis
- Hoplacephala maculosa
- Hoplacephala mirabilis
- Hoplacephala nathani
- Hoplacephala nigriventris
- Hoplacephala nitidigena
- Hoplacephala oryx
- Hoplacephala retroseta
- Hoplacephala rossi
- Hoplacephala schistacea
- Hoplacephala skaifei
- Hoplacephala stannusi
- Hoplacephala tessellata
- Hoplacephala tristis
- Hoplacephala trixina